# 赤目四十八瀑布殉情未遂
《赤目四十八瀑布殉情未遂》（日语：赤目四十八瀧心中未遂）是一部发表於1998年的日文长篇小说，作者是车谷长吉。于平成8年（1996年）11月至平成9年（1997年）10月在文艺杂志《文学界》连载。

## 電影
《赤目四十八瀑布殉情未遂》於2003年改编成电影，由荒户源次郎執導，大西泷次郎、寺岛忍、大楠道代及内田裕也主演。

### 獲獎
《赤目四十八瀑布殉情未遂》在2004年獲得電影旬報獎、每日電影獎、橫濱電影節最佳女主角奖、藍絲帶獎最佳影片、最佳女主角奖、最佳女配角獎等獎項。